# Max Fincham
Max Fincham (* 28. Juni 2004 in London) ist eine britische Schauspielerin.

## Leben und Karriere
Fincham wurde am 28. Juni 2004 geboren. Sein Debüt gab er 2018 in der Serie The Alienist – Die Einkreisung. Bekanntheit erlangte 2019 für seine Rollen als Isaac Mensah in der Miniserie Dark Money. Im selben Jahr trat er in dem Film Pokémon: Meisterdetektiv Pikachu auf. Von 2019 bis 2020 lieh Fincham unter anderem die Titelfigur in Ricky Zoom. Außerdem spielte er 2021 in der Serie Infiltration mit. 2023 war Fincham in einer Folge in Doctor Who zu sehen.

## Filmografie
Filme
- 2019: Pokémon: Meisterdetektiv Pikachu (Pokémon Detective Pikachu)
- 2019: Blue Story
- 2020: Break

Serien
- 2018: The Alienist – Die Einkreisung (The Alienist)
- 2019: Dark Money
- 2019–2020: Ricky Zoom
- 2020: Die Diva
- 2021: Infiltration
- 2023: Doctor Who
- 2024: The Tower